# 马罗尔茨韦萨赫
马罗尔茨韦萨赫是德国巴伐利亚州的一个市镇。总面积71.87平方公里，总人口3532人，其中男性1838人，女性1694人（2011年12月31日），人口密度49人/平方公里。